# Liste der Baudenkmale in Vordorf
In der Liste der Baudenkmale in Vordorf sind alle Baudenkmale der niedersächsischen Gemeinde Vordorf aufgelistet. Die Quelle der Baudenkmale ist der Denkmalatlas Niedersachsen. Der Stand der Liste ist der 8. Januar 2023.

## Allgemein
In den Spalten befinden sich folgende Informationen:
- Lage: die Adresse des Baudenkmales und die geographischen Koordinaten. Kartenansicht, um Koordinaten zu setzen. In der Kartenansicht sind Baudenkmale ohne Koordinaten mit einem roten Marker dargestellt und können in der Karte gesetzt werden. Baudenkmale ohne Bild sind mit einem blauen Marker gekennzeichnet, Baudenkmale mit Bild mit einem grünen Marker.
- Bezeichnung: Bezeichnung des Baudenkmales
- Beschreibung: die Beschreibung des Baudenkmales. Unter § 3 Abs. 2 NDSchG werden Einzeldenkmale und unter § 3 Abs. 3 NDSchG Gruppen baulicher Anlagen und deren Bestandteile ausgewiesen.
- ID: die Objekt-ID des Baudenkmales
- Bild: ein Bild des Baudenkmales, ggf. zusätzlich mit einem Link zu weiteren Fotos des Baudenkmals im Medienarchiv Wikimedia Commons. Wenn man auf das Kamerasymbol klickt, können Fotos zu Baudenkmalen aus dieser Liste hochgeladen werden:

## Vordorf
| Lage                                       | Bezeichnung               | Beschreibung | ID       | Bild |
| ------------------------------------------ | ------------------------- | --- | -------- | ---- |
| Hauptstraße 52° 22′ 6″ N, 10° 31′ 28″ O    | Kapelle                   | Kleiner Saalbau in Bruchsteinmauerwerk, neu verputzt, mit geradem Chorabschluss unter Satteldach. Ostgiebel mit Steinkreuz bekrönt, an Längsseiten große spitzbogige Sprossenfenster. Im Innern flache, verputzte Holzbalkendecke. Eingezogener Westturm in Ziegelmauerwerk auf Sandsteinsockel, Fassaden in neugotische Formen. Verschieferter Turmhelm mit rechteckigem Ansatz und achteckig ausgezogener Spitze. Strebepfeiler vor Westecken. An Seiten hohe, spitzbogige Blendnischen mit dreibahnigen, spitzbogigen Schallfenstern mit darunterliegenden Fensterrosen. | 33942297 |      |
| Hauptstraße 25 52° 22′ 2″ N, 10° 31′ 24″ O | Wohn-/ Wirtschaftsgebäude | Vierständer–Hallenhaus mit zweigeschossigen in Stockwerksbauweise errichteten Wohnteil, in Ziegelausfachung auf niedrigem Sandsteinsockel unter Halbwalmdach mit Ziegeldeckung. Annähernd mittige Längseinfahrt, Giebeltrapeze mit regionaltypischen Linkskrempern verkleidet. Im Wohnteil Fassade im EG massiv ersetzt, Wirtschaftsteil jüngst zu Wohnzwecken ausgebaut. | 33942321 | BW   |
| Weststraße 14 52° 22′ 4″ N, 10° 31′ 17″ O  | Wohn-/ Wirtschaftsgebäude | | 33942370 | BW   |
| Weststraße 8 52° 22′ 6″ N, 10° 31′ 17″ O   | Wohnhaus                  | Zweigeschossiger traufständiger Bau mit mittigem Zwerchhaus unter Satteldach. Im EG massiv mit Quaderputz, OG und seitlichen eingeschossigen Flügelbauten mit Drempel in Zierfachwerk, tw. massiv ersetzt. Diele im Wohnhaus mit farbigen Steinzeugplatten. | 33942345 | BW   |

## Eickhorst
| Lage                         | Bezeichnung | Beschreibung | ID       | Bild |
| ---------------------------- | ----------- | --- | -------- | ---- |
| 52° 21′ 21″ N, 10° 29′ 39″ O | Wohnhaus    | Zweigeschossiger verputzter Massivbau unter Mansarddach. Fassaden mit neobarocken Formen, südseitigen Mittelrisalit mit rundbogenartigem Erker im EG sowie volutenartig auslaufender Rundbogengiebel und oval liegendem Fenster. Im EG große Fenster mit Korbbögen, im OG doppelte Fenster mit geradem Sturz und gemeinsamer Sohlbank. | 33942223 |      |

## Rethen
| Lage                                       | Bezeichnung                   | Beschreibung | ID       | Bild |
| ------------------------------------------ | ----------------------------- | --- | -------- | ---- |
| Schulstraße 3 52° 22′ 29″ N, 10° 28′ 56″ O | Sankt-Nicolai-Kirche (Rethen) | Neugotischer Saalbau in Ziegelmauerwerk mit Rechteckchor im Osten unter Satteldach, welches nach Osten über dem Chor abgewalmt ist. An Nordseite Seitenschiff mit abgewalmten Querdächern, Längsseiten mit Strebepfeilern gegliedert, dazwischen zweistöckige Fenstergliederung mit je zwei spitzbogigen Fenstern oben, zwei flachbogigen unten. Spitzbogennische mit flachbogigen Portal an der Nordseite. Sakristeianbau im Süden. Westturm in Bruchstein mit Eckquaderung und verschiefertem Turmhelm. | 33942272 |      |
| Schulstraße 3 52° 22′ 29″ N, 10° 28′ 55″ O | Kirchhof                      | | 33942394 | BW   |
| Im Dorfe 1 52° 22′ 30″ N, 10° 28′ 45″ O    | Wohn-/ Wirtschaftsgebäude     | Traufständiges Fachwerkhaus auf Sandsteinsockel unter Halbwalmdach. Zweigeschossiger, in Stockwerksbauweise errichteter Wohnteil und außermittige Längseinfahrt im Norden. EG des Wirtschaftsgiebels massiv in Ziegel ersetzt, der Wirtschaftsteil zu Wohnzwecken ausgebaut. Ehemaliger Brunnen von 1697. | 33942248 | BW   |